# Rezence
Rezence là một thương hiệu sạc không dây được phát triển bởi Alliance for Wireless Power (A4WP) dựa trên nguyên tắc cộng hưởng từ được hỗ trợ bởi Samsung và Qualcomm. Hệ thống Rezence bao gồm một bộ phát công suất duy nhất (PTU) và một hoặc nhiều bộ thu công suất (PRU). Chuẩn giao tiếp hỗ trợ truyền tải điện năng lên đến 50 watt, ở khoảng cách lên đến 5 cm.  Tần số truyền tải điện là 6,78 Mhz và tối đa tám thiết bị có thể được cấp nguồn từ một PTU tùy thuộc vào hình dạng và mức công suất của máy phát và máy thu. Bluetooth năng lượng thấp liên kết được xác định trong hệ thống A4WP nhằm mục đích kiểm soát công suất, xác định tải hợp lệ và bảo vệ các thiết bị không tuân thủ. 
A4WP được thành lập vào đầu năm 2012 với mục đích tạo ra một tiêu chuẩn truyền năng lượng không dây để cạnh tranh với tiêu chuẩn Qi hiện có. Các công ty thành viên sáng lập bao gồm Broadcom, Intel, Qualcomm, Samsung Electronics, Samsung Electro-Mechanics, Gill Electronics, Integrated Device Technology và Witricity.
Vào tháng 1 năm 2015, A4WP và Power Matters Alliance thông báo rằng hai tổ chức này dự định hợp nhất thành AirFuel Alliance.